# Mesofauna

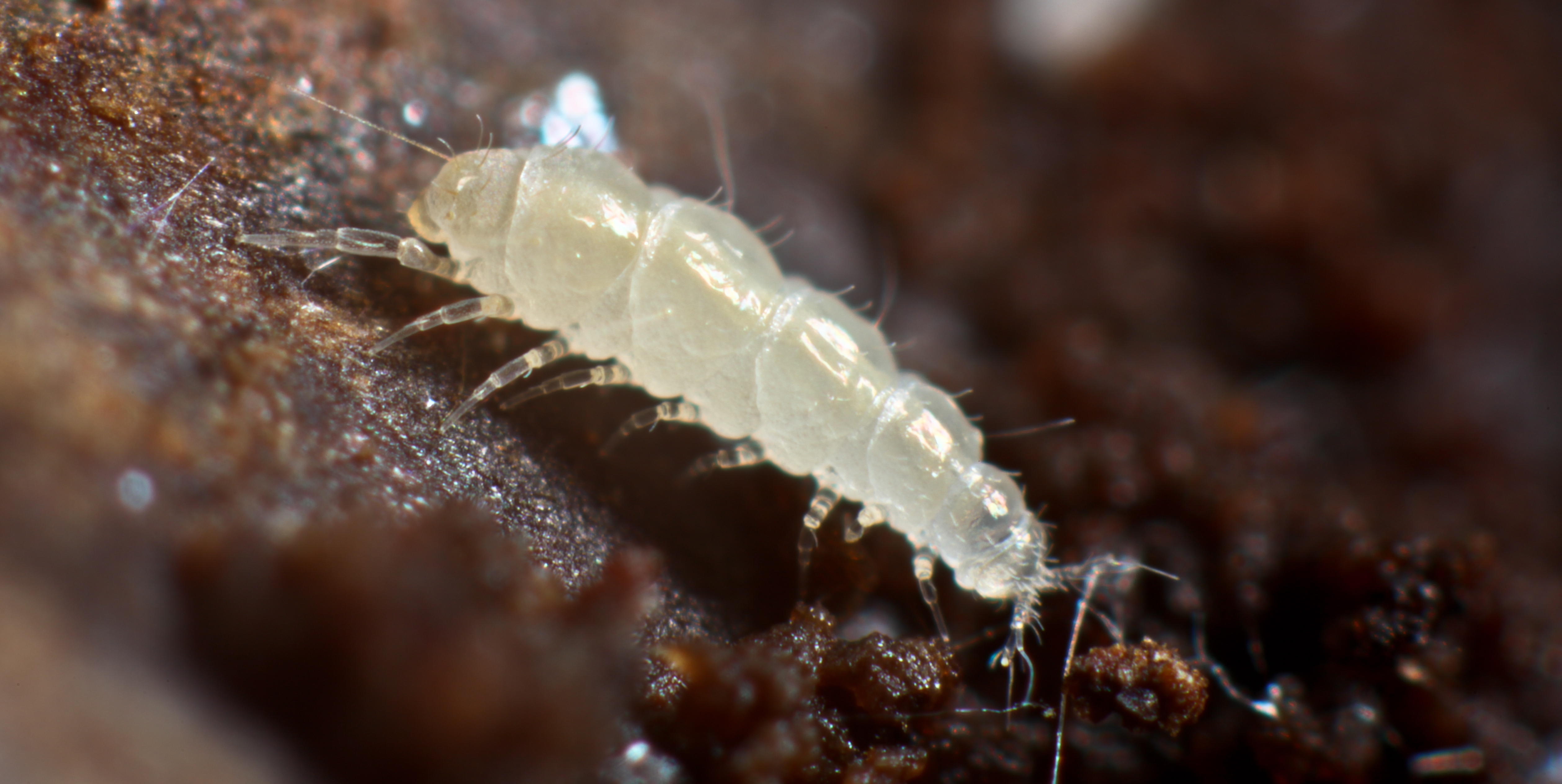
Pauropodidae sp.

De mesofauna is een verzamelnaam voor ongewervelden met een lengte van ruwweg 0,1 tot 2,0 mm. De belangrijkste taxa die tot deze groep behoren zijn de beerdiertjes, mijten, proturen, springstaarten, raderdieren, rondwormen en weinigpoten.
Veel mesofauna leeft in de bodem en vormt een zeer belangrijk deel van de bodemfauna. Door de ontlasting van de mesofauna wordt de humusvorm moder gevormd. De mesofauna speelt een belangrijke rol in de koolstofkringloop.